# Viktor Kalivoda

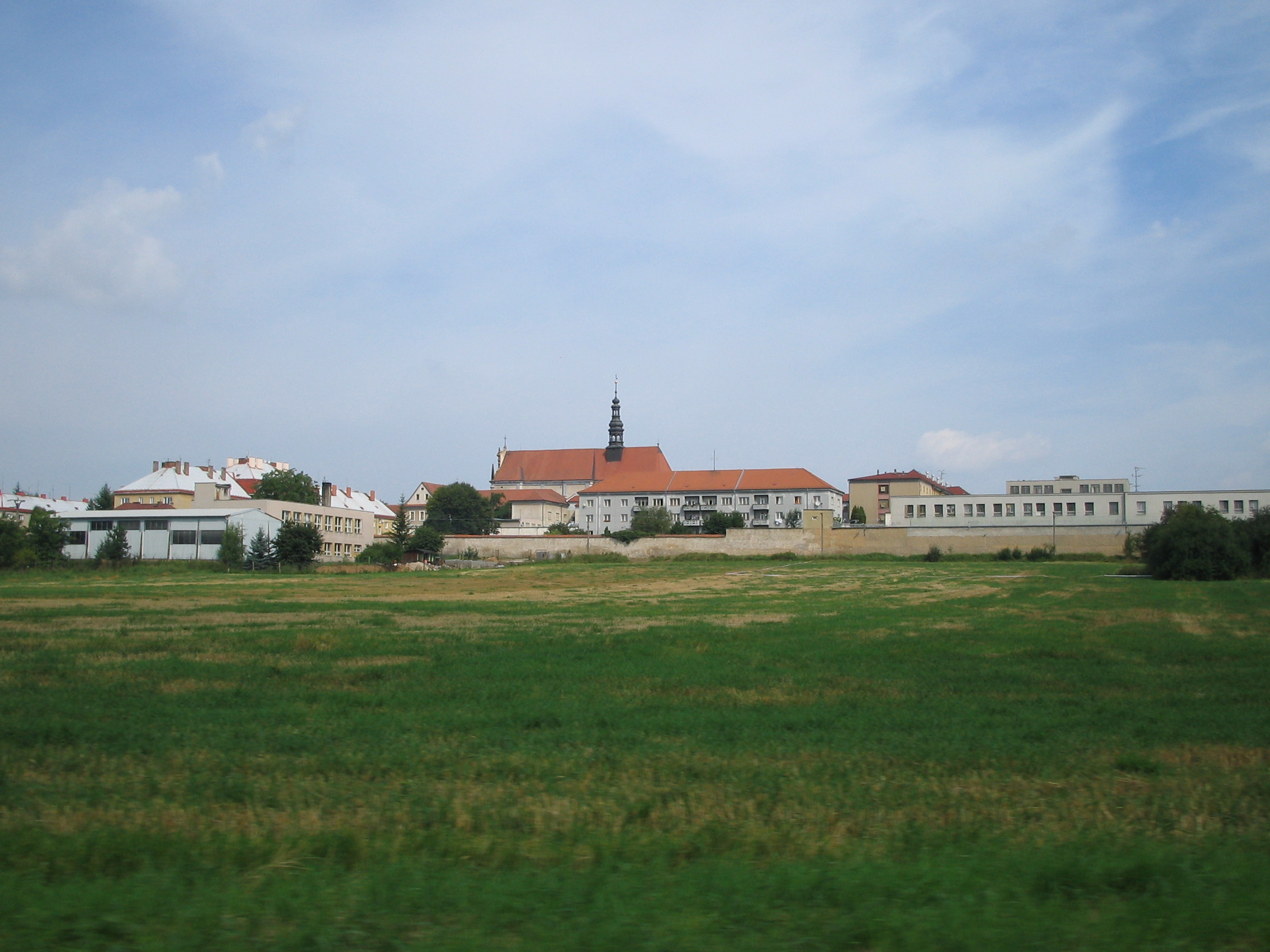
Więzienie w Valdicach, miejsce kary i śmierci Viktora Kalivody

Viktor Kalivoda (ur. 11 września 1977 w Slaným, zm. 26 września 2010 w Valdicach) – czeski seryjny morderca, który zamordował 3 osoby.
Urodził się i wychował w położonym niedaleko Pragi mieście Slaný. Ojciec był żołnierzem pracującym dla NATO, a matka stomatologiem. Mężczyzna uchodził za człowieka inteligentnego, świetnie się uczył, doskonale sobie radził z przedmiotami ścisłymi. Przez kolegów ze szkoły wspominany był jako zdystansowany, małomówny samotnik, który stronił od towarzystwa. Studiował informatykę i pedagogikę, nie ukończył jednak żadnego z tych kierunków. Przez rok pracował jako policjant w Pradze. W roku 2004 wystąpił w czeskiej edycji programu Milionerzy, gdzie wygrał sumę 320 000 Kč. Za wygraną Kalivoda kupił dwa pistolety typu Glock oraz amunicję. Wcześniej uzyskał pozwolenie na broń. Miał zamiar urządzić zamachy w praskim metrze, strzelając do przypadkowych pasażerów.
13 października 2005 roku w lesie w pobliżu miejscowości Nedvědice na Morawach z legalnie posiadanego pistoletu Glock 34 zastrzelił starsze małżeństwo. 16 października w lesie koło miejscowości Malíkovice, ok. 10 km od swojego rodzinnego miasta, zastrzelił mężczyznę, który wyszedł na spacer z psem.
Zespołem śledczych, którzy z ramienia policji czeskiej podjęli wyjaśnienie morderstw, kierował ppłk Michal Mazánek. Ustalono, że wszystkie rany zostały zadane przez ten sam rodzaj amunicji (kaliber 9 mm), który dopasowano do typu broni. Rozpoczęto poszukiwania, analizę wydanych pozwoleń na broń i ostatnich zakupów. Wytypowano podejrzanego, dzięki czemu już 20 października Kalivoda został aresztowany na podstawie zeznań świadków przed swoim domem w Slaným. Oskarżono go o zabójstwo trzech osób. Mężczyzna nie znał wcześniej żadnej z nich. Media nadały mu przydomek „Leśny Morderca” (cz. Lesní vrah). Dzięki szybkiemu ujęciu sprawcy morderstw Michal Mazánek zyskał uznanie, w 2011 został „policjantem roku”, a w latach 2016–2018 pełnił funkcję dyrektora Krajowego Centrum ds. Przestępczości Zorganizowanej.
Kalivoda nie podał motywu zbrodni. Zeznał natomiast, że wcześniej chciał strzelać do ludzi w praskim metrze. Kilka razy jechał nawet linią C z ukrytą bronią, jednak zabrakło mu odwagi na oddanie strzałów. Zeznał też, że kilkukrotnie próbował popełnić samobójstwo. Badanie psychologiczne wykazało, że Kalivoda miał ponadprzeciętny poziom ilorazu inteligencji, ale cierpiał na depresję. Nie był skłonny do empatii, był egoistą o niskim poziomie samooceny. Przyznał, że inspirację czerpał z czynu Olgi Hepnarovej, która umyślnie wjechała ciężarówką w przystanek tramwajowy, zabijając osiem osób. W sądzie nie wyraził skruchy. 27 czerwca 2006 roku został skazany na dożywotnie pozbawienie wolności.
26 września 2010 roku, w czasie odbywania kary w więzieniu w Valdicach, założonym w dawnym klasztorze kartuzów św. Brunona koło Jiczyna, popełnił samobójstwo podcinając sobie tętnice.